# バーチャル・プロレスリング64
『バーチャル・プロレスリング64』は、アスミック・エースエンタテインメントより発売されたNINTENDO 64用3D対戦格闘ゲームである。
開発は株式会社アキ（現・シンソフィア）が担当している。
北米版である『WCW vs nWo WORLD TOUR』が1997年11月30日に先行発売され、その後、日本版が1997年12月19日に発売された。

## 概要
『バーチャル・プロレスリング64』はPlayStationで発売された『バーチャル・プロレスリング』のNINTENDO 64用への移植作品である。
WCW・nWoのみ選手名・団体名ともに実名で登場している。それ以外の選手名については架空名であるが、選手名のリネーム機能を使用することにより、実名に変更して楽しむことが出来る。
また、選手のエディット機能が搭載されており、プレイヤーはこの機能を使用してオリジナルのキャラクターを作ることができるため、ゲームには搭載されていない、実在選手などを登録して楽しむことも出来るのも特徴である。

## バーチャル・プロレスリング64
登場団体はWCW・nWo・NSW・EWF・WOW・DAW・ろうかる・LEGENDの8団体が使用できる。
そのうち、WCWとnWoについては公式ライセンスされているため、実名のまま登場している。

## WCW vs nWo WORLD TOUR
日本版と違い、THQから発売されており、その他、ゲーム内容に日本版と大きな差はない。
E3でその年の最優秀格闘ゲーム賞（Fighting Game Of The Year）を受賞するなど、高い評価がされている。
なお、次作となる「WCW vs nWo REVENGE」でも同賞を受賞しており、同一シリーズタイトルでの2年連続受賞という栄誉に輝いている。